# Marcala
Marcala – miasto w Hondurasie, w departamencie La Paz. Według Spisu Powszechnego z 2013 roku liczy 12,5 tys. mieszkańców. Gmina stanowi ważny ośrodek w produkcji kawy. Górzysty obszar wokół miasta sprzyja uprawie kawy, która uważana jest za wysokiej jakości i eksportowana do wielu państw na całym świecie.  
8 km od miasta znajdują się wodospady La Estanzuela o wys. 25 metrów.  